# خانه‌داری اجتماعی

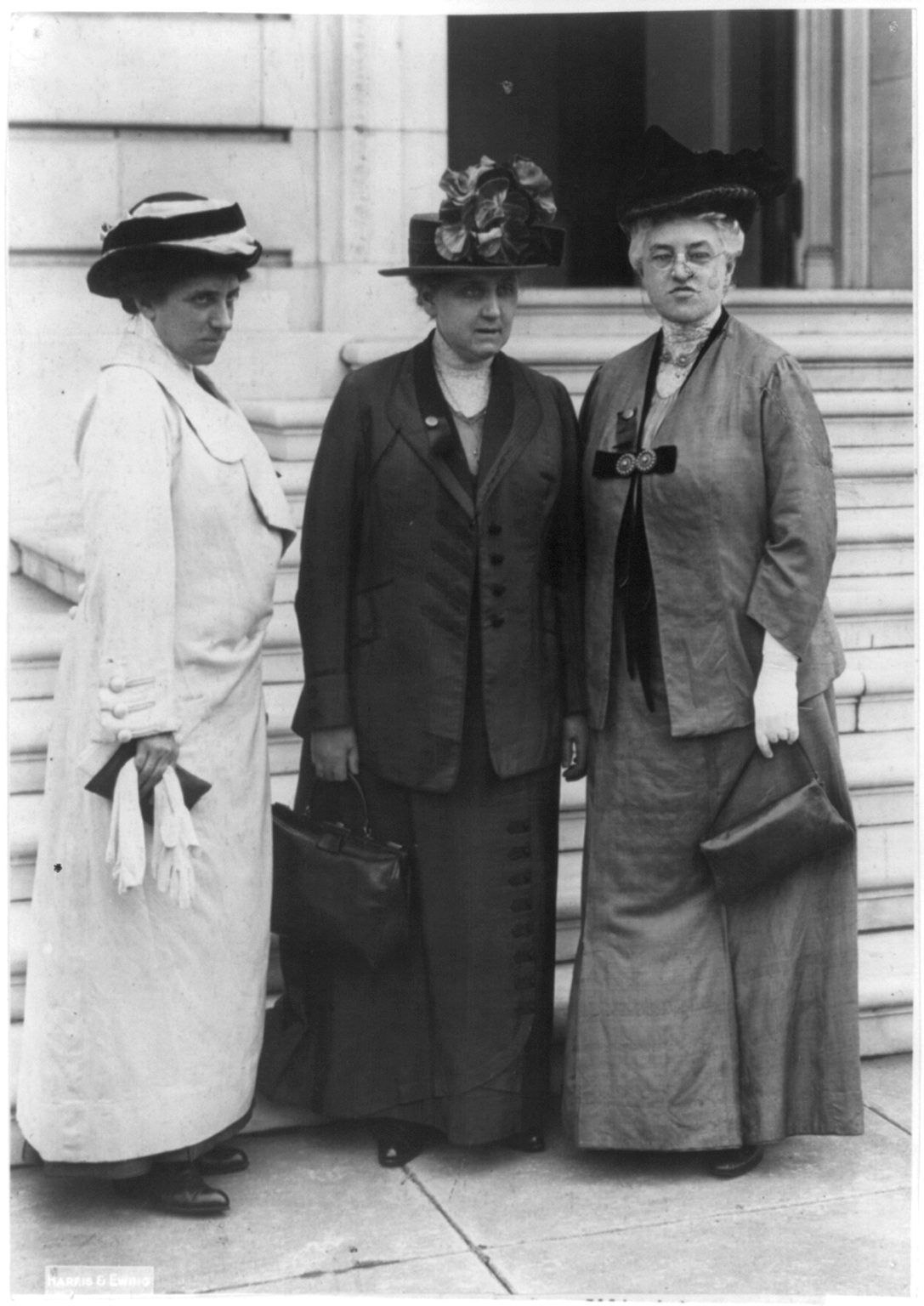
جولیا لاتروپ، جین آدامز و مری مک داول در واشینگتن

خانه‌داری اجتماعی که به عنوان خانه‌داری شهری یا مدنی نیز شناخته می‌شود، یک جنبش سیاسی-اجتماعی بود که در درجه اول از دهه ۱۸۸۰ تا اوایل دهه ۱۹۰۰ در دوران ترقی در سراسر ایالات متحده اتفاق افتاد.
این جنبش، دیدگاه رایج قلمرو زن را به عنوان خانه گسترش داد تا باعث افزایش نفوذ این دیدگاه در جامعه بشود استفاده از زبان خانه داری اجتماعی دلیلی برای افزایش شرکت کنندگان زن در موضوعات سیاسی اجتماعی بوده‌است.
دست‌اندرکاران این جنبش به دنبال تغییرات قانونی و اجتماعی برای مسائلی که عبارتند از آموزش، تنظیم مواد غذایی و داروها، بهداشت و سلامتی بودند. این تغییرات در خارج از ساختارهای استثنایی سیاسی و در عوض در باشگاه‌های زنان، دانشگاه‌ها و خانه‌های اسکان اتفاق افتاد.

## ریشه‌ها
با شروع خانه داری اجتماعی دیدگاه‌های مختلفی نسبت به کار زنان، به ویژه دیدگاه‌هایی که برنامه‌هایی شامل دفاع از حقوق زنان به صورت مادی و فرهنگی دارد، به نقطه هدف خود رسید. به گفته فمینیسم‌های مادی، تقسیم نابرابر کار منزل می‌تواند روی اهداف مالی این وظایف تأکید کند. فمینیست‌های فرهنگی معتقد بودند مهارت‌هایی که از هنرهای سنتی زنان به دست می‌آید، نقش آنها را در انجام وظایف دولت‌های محلی برجسته تر می‌کند.
ترکیب هر دو الگو باعث شد که تغییر شکل معنای خانه برای جامعه گسترده‌تر شود. قراردادهای رایج بین زنان که نقش اصلی زن را به عنوان همسر یا مادر نشان می‌دهد، کار زنان اصلاح طلب را آسان‌تر می‌کند، زیرا آنها می‌توانند ارزش و تخصص خود را در سر و سامان داد و شهرهای خود در سطوح سیاسی و اجتماعی ثابت کنند، با توجا به اینکه کارهای داخلی قبلی آنها آگاهی ذاتی از نیازها و خواسته‌های دیگران را ایجاد کرده بود.
خانه داران اجتماعی شهر را به عنوان یک خانه بزرگتر بیان می‌کنند که باید به همین روش مدیریت شود، که به عنوان محافظی در برابر نظریه مدل مردانه شهر که زنان را به عنوان کالا برای تجارت می‌شناختند، محسوب می‌کند. این فعالیت مدنی زنانه زمینه همکاری متقابل را برای فعالیت و تغییرات با پشتیبانی از ارتباطات با عملکردهای سیاسی دولت محلی فراهم می‌کند. با تعریف مجدد خانه به روشی همه‌جانبه، روش‌های استثنا در حوزه عمومی دیگر نمی‌تواند مانع مشارکت سیاسی اجتماعی زنان شود.

## گسترش

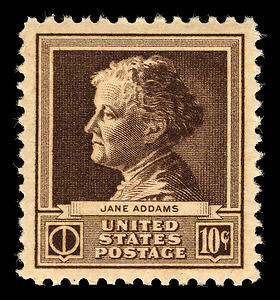
جین آدامز در تمبر پستی ایالات متحده

پیدایش اولیه زبان خانه داری اجتماعی را می‌توان در نوشتن زنان فعال، زنان باشگاهی و انتشارات متنوع زنان پیدا کرد. جنبش خانه داری اجتماعی از تصور خانه داری برای ایجاد پیوند در ابعاد سنتی جنسیتی در خانه و پیگیری آنها برای کمک به امور اجتماعی استفاده کرد.
با گسترش جنبش، گروه‌هایی از زنان به دنبال تغییراتی در زمینه‌های مشابه بودند که باعث مشارکت در کار جنبش باشگاه زنان شد. مشابه اهداف خانه داری اجتماعی، باشگاه‌های زنان فرصتی را برای غلبه بر شکاف اجباری جامعه بین حوزه خصوصی و عمومی ایجاد کردند. جنبش باشگاه زنان از زبان خانه داری اجتماعی بهره‌مند شد، زیرا این امر باعث ترویج افکار مادری گرایانه بعدی آنها شد.
در دهه ۱۸۹۰، مری انو باست ممفورد سعی کرد تا اتحادیه ای بین باشگاه مدنی زنان و لیگ شهرداری مردان ایجاد کند تا توانایی زنان باشگاه را به عنوان خانه دار شهرداری آسان کند. در حالی که مردان تمایل داشتند مستقیماً در احزاب و دولت کار کنند، محرومیت از حق محرومیت زنان باعث ایجاد و فعالیت سازمانهای داوطلبانه شد.
جنبش خانه داری اجتماعی الزاماً مساوی رای دادن به تمامی زنان نیست. زنان اصلاح طلب برجسته ای هم در جنبش‌های همگرا و هم در ضد جنبش وجود داشتند. در حالی که برخی از خانه داران اجتماعی مانند کارولین بارتلت کرین معتقد بودند که این رای می‌تواند عملکرد خانه داران اجتماعی را افزایش دهد. خانه داران اجتماعی که حق رأی دادن داشتند، بیان کردند که برخلاف مزیت رای، تسهیل کردن تأثیر آنها بر جامعه ضروری نبود.
دیدگاه بعدی در مورد خانه داری اجتماعی در آثار اصلاح طلبان زن مانند جین آدامز بیان شده‌است. در «زنان و خانه داری عمومی»، یک سطح پهن هرچیزی نوشته شده توسط جین آدامز و منتشر شده توسط انجمن ملی آمریکا حق رای زنان در سال ۱۹۱۳، آدامز پیشنهاد داد که بسیاری از فعالیت گروه‌های محلی قبلاً به عهده زنان بود و اکنون در اسرع وقت آنها به مسئولیت دولتی تبدیل شد، حضور زنان مستثنی شد. آدامز اضافه کرد که مهارت‌های مورد نیاز برای انجام چند کار و پاسخگویی به نیازهای پیچیده دیگران از دیدگاه زنانی که با مدیریت خانوار این توانایی‌ها را کسب کرده‌اند، به بهترین شکل مطابقت دارد.

## تأثیر

### پسماند و بهداشت

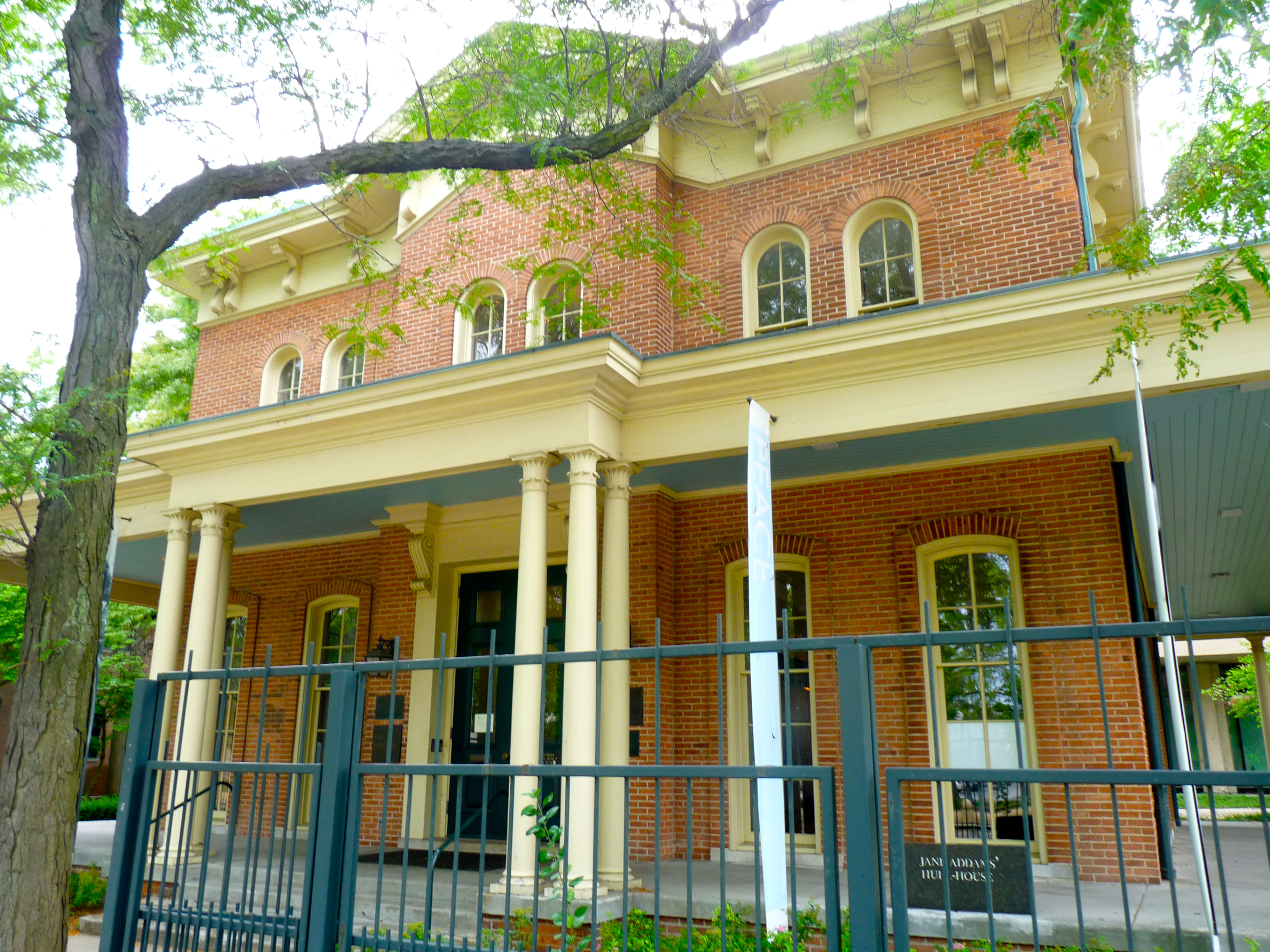
Hull House

خانه داران اجتماعی با هدف ایجاد مدیریت سیستماتیک زباله و بهداشت به دنبال تغییر قانون در نظافت خیابان‌ها و مدیریت اجاره خانه بودند. سیاستمداران زن اکثراً در سیاستی تمرکز می‌کردند که می‌تواند در تمیز کردن شهر تحت عنوان خانه داری، مانند نصب سیستم انتقال آب لوله‌کشی توسط شهردار جکسون، وایومینگ، انجام شود. تغییرات بهداشتی که توسط خانه داران شهرداری به تصویب رسیده‌است، سیاست داخلی و سیاسی را بهم متصل می‌کند، که مهارت‌های زن را به عنوان یک سرمایه تأثیرگذار شهرداری جای می‌دهد.
Caroline Bartlett Crane اصلاح طلب به عنوان مشاور در امور بهداشت و نظافت شهرداری برای جوامع دیگر خدمت می‌کرد. به عنوان بخشی از این نقش، وی قبل از به اشتراک گذاشتن نظرات خود در یک جلسه شهر و در یک گزارش، نظرسنجی‌ها و مصاحبه‌ها را کامل می‌کند، سوابق شهرداری و متون رسانه‌های چاپی را بررسی می‌کند.
باشگاه New Century در فیلادلفیا کمیته تأمین آب را تأسیس کرد که برای تهیه آب پاک و گزارش در مورد خانه‌های بهداشتی مدارس فعالیت می‌کرد. این گروه یک متخصص استخدام کردند که تحقیق در مورد آب کثیف منطقه آنها به تشویق دولت شهرداری برای سرمایه‌گذاری ۳٬۰۰۰٬۰۰۰ دلار در روش پیشنهادی جدید فیلتراسیون شن و ماسه کمک کرد.
در شیکاگو، جین آدامز و اعضای دیگرش در Hull houseسعی کردند زباله‌های نادرست در منطقه خود را پاکسازی کنند اما شورای محلی مانع تلاش آنها شد. شورا با دادن جایگاه بررسی بخش زباله با حقوق هزار دلار در سال به این موضوع رسیدگی کرد. ساکنان هال هاوس برای بهبود کارکرد نه واگن زباله موجود در بخش کار کردند و هشت مورد دیگر را نیز به آن افزودند.
انجمن محافظت از بهداشت بانوان، که توسط ساکنان بکمان هیل در شهر نیویورک در سال ۱۸۸۴ ایجاد شد، فواید انتصاب زنان به عنوان بازرس به شهردار را پیشنهاد کرد. لیگ نظم شهرداری شیکاگو که با الگوبرداری از انجمن محافظت از سلامت بانوان، به دنبال خیابان‌ها و کوچه‌های تمیز و زیر نظر Ada Celeste Sweet بود. آنها محله‌ها و نمایندگان منتخب خود را انتخاب کردند، که باعث لایحه ای شد که در شورای شهر شیکاگو در سال ۱۸۹۲ تصویب شد تا یک اداره جدید نظافت خیابان به سرپرستی خود تشکیل دهد.
همکار ساکن خانه هال و اصلاح کننده بهداشت، مری الیزا مک داول به آلمان سفر کرد و تحقیقات مربوط به زباله و امکانات بهداشتی را به پایان رساند. کار وی منجر به انتصاب او به عنوان اولین کمیسر رفاه عمومی شیکاگو در سال ۱۹۲۳ شد، جایی که وی تلاش در اصلاح افکار عمومی در مورد خطرات سیستم‌های مدیریت ناکارآمد زباله داشت. مک داول به عنوان بخشی اصلی از کمیته پسماندهای شهر شیکاگو، به نهاد مالکیت مدنی و بهره‌برداری از تأسیسات مدیریت پسماند، یک کارخانه احیای مرکزی و کارخانه‌های زباله سوز فرعی را پیشنهاد کرد.

### بهداشت و ایمنی غذا

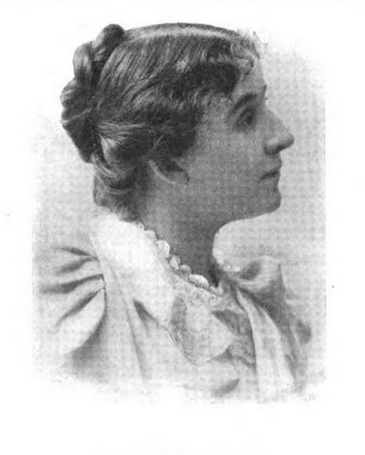
کارولین بارتلت کرین

خانه داران اجتماعی به دنبال مدیریت بهتر، درمان و پیشگیری از بیماری بودند. تا سال ۱۹۱۰، ۵۴۶ تیم زنان در ایالات متحده به راه اندازی بیمارستان‌ها، درمانگاه‌ها و آسایشگاه کمک کرده بودند، ۴۵۲ جلسه در فضای باز برای بحث در مورد بهبود شرایط بهداشتی تشکیل داده بودند و ۲۴۶ کاغذ دیواری با اطلاعات مربوط به احکام بهداشت عمومی در مناطق عمومی قرار داده بودند.
گروه‌هایی مانند اتحادیه اعتدال مسیحی زنان تلاش کردند تا مسائل بهداشتی ناشی از تحولات مربوط به نگهداری مواد غذایی را که به مواد شیمیایی وابسته بودند، تنظیم کنند. گروه‌های زنان تلاش کردند تا به‌طور عینی در مورد آلودگی مواد غذایی تحقیق کرده و بیان کنند و برای محافظت از پاکیزگی غذا، نوشیدنی و داروها برای وضع قوانین میانجگری کنند. کارولین بارتلت کرین و دیگر رهبران در سراسر کشور گفتگو کردند تا موضوعات احتمالی مانند آلودگی گوشت، مسمومیت با سرب از قوطی‌ها و غذاهایی که با داروهای ضد عفونی کننده و مواد نگهدارنده شیمیایی درمان می‌شوند را برجسته کنند. فصل ماساچوست از انجمن زنان دانشگاهی آمریکا یک نظرسنجی در سطح ایالت را در مورد آلودگی غذای خانواده معمولی به پایان رساند. مطالعات مشابه در سایر ایالت توسط فصول محلی آنها به اتمام رسیده‌است. این کار منجر به تصویب قانون مواد غذایی خالص و داروی خالص در سال ۱۹۰۶ تحت رهبری رئیس‌جمهور تئودور روزولت شد.
eutiخانه داری اجتماعی همچنین سعی در آگاهی بیشتر از سایر عوامل در حوزه داخلی بیماری داشت. عادات نادرست شستشو به این معنی است که افراد توانایی ابتلا به عفونت را دارند. ماریا الیوت در متن ۱۹۰۷ خود با عنوان «باکتری‌شناسی خانگی» از آزمایش ها، داده‌ها و نمودارها برای کشف خطرات ناشی از گرد و غبار استفاده کرد. این تحولات با نظریه euthicsکه بر بهبود استاندارد مراقبت در محیط زندگی با استفاده از تصمیم‌گیری تأثیرگذار متمرکز بود، مصادف شد.

### تحصیلات
خانه داران اجتماعی سعی داشتند فرصت‌های رسمی و غیررسمی آموزش را در جوامع خود گسترش دهند. باشگاه‌های زنان عملکرد قابل قبولی از نظر اجتماعی برای ادامه تحصیل زنان فراهم کردند. اصلاح طلبان مانند کارولین بارتلت کرین این باشگاه را فرصتی طبیعی برای آموزش یک زن در موضوعاتی مانند جامعه‌شناسی به منظور جستجوی بهتر اصلاحات اجتماعی توصیف کردند. کرین به ایجاد کلیسای محلی خود کمک کرد تا کلاس‌های مهد کودک را ارائه دهد و فرصت‌های آموزشی را برای زنان در زمینه علوم و ادبیات ایجاد کند. فعالیتهای آموزشی زنان در بسیاری از گزارش‌های رسانه ای مورد نقد و بررسی قرار گرفت که حاکی از آن بود که مهارتهای بالای آنها ثبات خانوار را تهدید می‌کند.
افزایش مشارکت زنان در دولت محلی و فعالیت‌های دولتی باعث سرمایه‌گذاری سیاسی بیشتری در گسترش رفاه کودکان و آموزش رسمی شد. در اوایل قرن بیستم، جوامع با تعداد بیشتری از زنان در فعالیت‌های سیاسی که اغلب دارای نرخ بالاتری از هزینه‌های آموزشی بودند حضور داشتند. افزایش تدریجی کیفیت امکانات مدرسه نیز پس از سال ۱۹۴۰ در نتیجه کاهش شکاف‌های نرخی نژادی پدیده مشابهی ایجاد کرد.
وضع قانون اساسی جدید پنسیلوانیا در سال ۱۸۷۴ به زنان اجازه می‌داد تا در هیئت مدیره مدرسه بنشینند. تقریباً یک دهه از انتخابات اولیه دو زن در سال اول نگذشته بود که زنان بیشتری انتخاب شدند. باشگاه مدنی از انتخاب الیزا باتلر و سوفیا ولز رویس ویلیامز برای عضویت در هیئت مدیره بخش هفتم فیلادلفیا حمایت کرد. مجموعه اطلاعات این کمپین ناموفق در جزوه ای با عنوان «داستان کمپین شهرداری یک زن» منتشر شد که توسط ویلیامز ویرایش و توسط آکادمی علوم سیاسی و اجتماعی آمریکا منتشر شد، که این کار منجر به توسعه کار خانه داران شهرداری به سایر اصلاح طلبان پیرامون ملت می‌شود.

### رسانه

Rheta Childe Dorr با چاپ اول "Suffragist"

جنبش خانه داری اجتماعی به وضوح در روزنامه‌ها و مجلات آن زمان نشان داده می‌شد. روزنامه‌نگاری خانه داری شهرداری سعی در آشکار کردن مسائل اجتماعی همراه با پیشنهاداتی برای تغییر داشت. این نوشته‌ها بیشتر کارهای مجلات مرتبط با جنبش باشگاه زنان را تشکیل می‌داد مانند «چرخه جدید».
کار نویسندگانی مانندRheta Childe Dorr در مجله‌هایی مانند همپتون، با دیگر سبک‌های آشکار، مانند تمسخر، مطابقت دارد. بیشتر نوشته‌های دور به اهمیت خانه داری اجتماعی می‌پرداخت و سعی در آگاهی بخشی از مسائل اجتماعی داشت که مستقیماً زنان را تحت تأثیر قرار می‌داد. در ترویج کار زنان اصلاح طلب، دور از او حمایت کرد که تغییرات را با دستاوردهای آنها به عنوان شاهد ارائه می‌دهد. اثر دور «خراب خانه» بیانگر بار اضافی بر دوش زنان شاغل بود زیرا آنها نه تنها وظیفه مادرانه خانه دار بلکه وظیفه دریافت دستمزد خود را نیز بر عهده داشتند. دور تلاش کرد تا مسائل سیاسی - اجتماعی را مورد بررسی قرار دهد که در تهدیداتی که زنان و کودکان با آن روبرو بودند، اساسی بود. حکایت‌های شخصی، واقعیت و استدلال توسط Dorr برای افزایش آگاهی از مسائل و پیشنهاد راه حل‌های مؤثر مورد استفاده قرار گرفت. نوشتن او به عنوان روشی برای دور، خوانندگان زن را تشویق به مشارکت بیشتر در اصلاحات در جوامع خود و توبیخ آنها برای بی عملی آنها کرد.
مقالاتی که توسط روزنامه نگاران زن آن زمان، به ویژه مقاله‌هایی که با اصلاحات اجتماعی یا جنبش باشگاه زنان سر و کار دارند، نوشته شده‌است، می‌تواند جلوه ای از خانه داری اجتماعی تلقی شود. در مقاله‌ها، مواردی مانند بزهکاری کودکان، بهداشت و سلامتی و مشکلات زنان شاغل از طریق گفتگوهای چالش‌برانگیز دربارهٔ مشکلات مهم اجتماعی که توسط اطلاعات تجربی پشتیبانی می‌شود، مورد بررسی قرار گرفت.